# جورج الرابع ملك المملكة المتحدة

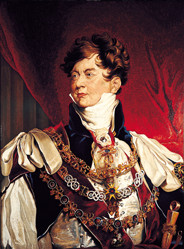
جورج الرابع من المملكة المتحدة

الملك جورج الرابع (George IV) عاش (لندن 12 اغسطس 1762 - وِنزَرْ 26 يوليو 1830 م) هو ملك المملكة المتحدة وملك هانوفر الألمانية (1820-1830 م). خلفا لأبيه الملك جورج الثالث.
تولى جورج الرابع الوصاية أثناء اضطراب صحة أبيه (1811-1820 م). عرف براعي الفنون، واشتهر بحبه للعيش بطريقة باذخة. تركت طريقة حياته انطباعا سيئا لدى عامة الشعب، حاول بمجرد أن تولى العرش أن يطلِق زوجته «كارولين من برونزويك» (Caroline of Brunswick). خلَف طفلة واحدة، شارلوت (توفيت قبله سنة 1817 م). عرفت فترة حكمه تحرر أتباع المذهب الكاثوليكي في آيرلندا (أغلبية الشعب)عندما توفي خلفه شقيقه الأصغر ويليام الرابع بعده على عرش بريطانيا.
كان جورج الرابع الابن الأكبر للملك جورج الثالث والملكة شارلوت. عاش حياة باذخة مهدّت الطريق لأزياء عصر الوصاية على العرش. كان راعيًا لأشكال جديدة من الترفيه والأزياء والذوق. كلّف جون ناش ببناء الجناح الملكي في برايتون وتجديد قصر بكنغهام، وكلّف السير جيفري وايتفيل بإعادة بناء قلعة وندسور. نال لقب «السيّد الأول في إنجلترا» لثقافته وجاذبيته، لكن أسلوب حياته الماجنة وعلاقاته المتصدعة مع والديه وزوجته كارولين من برونزويك، أكسبته ازدراء الشعب وأضعفت هيبة الملكية. استبعد كارولين من احتفال تتويجه وطلب من الحكومة تقديم مشروع قانون الآلام والعقوبات الذي لم يحظ بشعبية في محاولته الفاشلة للطلاق منها.
على الرغم من تبوء جورج الرابع السلطة في الفترة التي أصبحت فيها الإمبراطورية البريطانية مهيمنة عالميًا، شوّهت الفضيحة والتبذير المالي حكمه. وجد وزراؤه أن سلوكه أناني وغير جدير بالثقة ومستهتر، تابع لأهوائه. استشاط دافعو الضرائب غضبًا من إنفاقه المسرف خلال الحروب النابليونية. في أثناء معظم فترة وصاية جورج على العرش وحكمه، سيطر لورد ليفربول على الحكومة بصفته رئيس وزراء المملكة المتحدة. ترأست حكومة ليفربول نصر بريطانيا النهائي على نابليون وتفاوضت على تسوية سلمية مع الفرنسيين. بعد تقاعد حكومة ليفربول، أُجبر جورج الرابع على قبول التحرر الكاثوليكي على الرغم من معارضته. توفيت طفلته الشرعية الوحيدة، الأميرة شارلوت، قبله في عام 1817؛ خلفه عند وفاته شقيقه الأصغر، الملك ويليام الرابع.

## نشأته
وُلد جورج في قصر سانت جيمس، لندن، في 12 أغسطس 1762، وهو الطفل الأول للملك البريطاني جورج الثالث وشارلوت من مكلنبورغ ستريليتس. بصفته الابن الأكبر للملك البريطاني، أصبح تلقائيًا دوق كورنوال ودوق روثساي عند ولادته، ثم أصبح أمير ويلز وإيرل تشيستر بعد بضعة أيام. في 18 سبتمبر من نفس العام، عمّده توماس سيكر، رئيس أساقفة كانتربري. كان عرّابوه: خاله أدولفوس فريدريك الرابع، دوق مكلنبورغ ستريليتس (الذي ناب عنه كبير أمناء البلاط، وليام كافينديش، دوق ديفونشاير الرابع)؛ وعمّ والده الأمير وليام، دوق كمبرلاند؛ وجدّته أميرة ويلز الأرملة. كان جورج طالبًا موهوبًا، وتعلم التحدث بالفرنسية والألمانية والإيطالية بسرعة، بالإضافة إلى لغته الأم، الإنجليزية.
في سن الثامنة عشرة، مُنح أمير ويلز مؤسسة مستقلة، وعلى النقيض من والده المقتصد الوقور، انغمس بمجون في ملذّات الحياة والإفراط في الشرب واتخاذ العديد من العشيقات والخوض في العلاقات العابرة. كان متحدثًا بارعًا، سواء كان مخمورًا أو رصينًا، وأظهر ذوقًا جيدًا -ولكن مكلفًا للغاية- في تزيين قصره. بلغ أمير ويلز الحادية والعشرين عام 1783، وحصل على منحة قدرها 60,000 جنيه إسترليني (ما يعادل 7,277,000 جنيه إسترليني اليوم) من البرلمان ودخل سنوي قدره 50,000 جنيه إسترليني (ما يعادل 6,064,000 جنيه إسترليني اليوم) من والده. كان ذلك أقل بكثير من احتياجاته، إذ كان ينفق على الإسطبلات وحدها 31,000 جنيه إسترليني في السنة. ثم أقام في كارلتون هاوس حيث عاش حياة باذخة. تطورت العداوة بين الأمير ووالده الذي كان يرغب أن يصبح سلوك ولي العهد اقتصاديًا أكثر. نفر أيضًا الملك، وهو سياسي محافظ، من ملازمة الأمير لتشارلز جيمس فوكس وغيره من السياسيين ذوي التوجه الراديكالي.
بعد فترة وجيزة من بلوغه سن الحادية والعشرين، فُتن الأمير بماريا فيتزهربرت. كانت من عامة الشعب (على الرغم من كونها حفيدة بارونيت)، وتكبره بست سنوات، وأرملة مرتين، وكاثوليكية رومانية. كان الأمير مصمِّمًا على الزواج بها، على الرغم من قانون التسوية 1701، الذي منع المتزوج بكاثوليكية من تولي العرش، وقانون الزواج الملكي 1772، الذي منع زواجه دون موافقة الملك.
أقام الزوجان مراسم الزواج في 15 ديسمبر 1785 في منزلها في بارك ستريت، مي فير. من الناحية القانونية، كان الزواج باطلًا، إذ لم تُمنح موافقة الملك (ولم تُطلب قط). ومع ذلك، اعتقدت فيتسهربرت أنها كانت زوجة الأمير القانونية والحقيقية، معتبرة أن قانون الكنيسة متفوق على قانون الدولة. ظلّ الزواج سريًا لأسباب سياسية وقطعت فيتسهربرت وعدًا بعدم الكشف عنه.
غرق الأمير في الديون بسبب أسلوب حياته الباذخة. رفض والده مساعدته، وأجبره على ترك كارلتون هاوس والعيش في منزل فيتسهربرت. في عام 1787، اقترح حلفاء الأمير السياسيون تخفيف ديونه بإعطائه منحة برلمانية. أُثيرت الشكوك حول علاقة الأمير بفيتسهربرت، وكان من شأن الكشف عن الزواج غير القانوني أن يعرّض الأمة للفضيحة ويحبط أي اقتراح برلماني لمساعدته. صرّح زعيم حزب الأحرار البريطاني، تشارلز جيمس فوكس، بالنيابة عن سلطة الأمير أن القصة كانت تشهيرًا. لم تكن فيتسهربرت راضيةً عن إنكار الزواج رسميًا بهذه العبارات اللاذعة وفكّرت في قطع علاقتها بالأمير، لكنه استرضاها عندما طلب من سياسي آخر في حزب الأحرار، ريتشارد برينسلي شيريدان، إعادة صياغة تصريح فوكس اللاذع بكلمات أكثر تحفّظًا. في غضون ذلك، منح البرلمان الأمير 161,000 جنيه إسترليني (ما يعادل 20,609,000 جنيه إسترليني اليوم) لسداد ديونه و 60,000 جنيه إسترليني (ما يعادل 7,680,000 جنيه إسترليني اليوم) لتحسين كارلتون هاوس.

## أزمة الوصاية على العرش عام 1788
في صيف عام 1788 تدهورت صحة الملك العقلية، ربما نتيجة مرض البرفيريا الوراثي. ومع ذلك، تمكن من أداء بعض واجباته وإعلان تأجيل البرلمان من 25 سبتمبر إلى 20 نوفمبر. خلال فترة التأجيل، اختلّ عقله، ما شكّل تهديدًا على حياته، وعندما اجتمع البرلمان مجددًا في نوفمبر، لم يتمكن الملك من إلقاء خطاب العرش العرفي خلال الافتتاح الرسمي للبرلمان. وجد البرلمان نفسه في موقف ضعيف: وفقًا للقانون الراسخ، لا يمكن الشروع في أي أمر حتى إلقاء خطاب الملك في الافتتاح الرسمي.
بدأ البرلمان مناقشة الوصاية على العرش، على الرغم من أنه يمكن القول إن الخوض في ذلك ممنوع. في مجلس العموم، أعرب تشارلز جيمس فوكس عن رأيه بأن أمير ويلز يحق له تلقائيًا ممارسة السيادة أثناء عجز الملك. أبدى رئيس الوزراء، ويليام بيت الأصغر، رأيًا معارضًا، إذ جادل بأن الحق في اختيار وصي على العرش يخص البرلمان وحده، طالما أنه لا يوجد قانون يخالف ذلك. وصرّح -دون سلطة برلمانية- أنه «لا يحق لأمير ويلز تولّي الحكومة، أو أي شأن آخر من شؤون البلاد». على الرغم من الاختلاف على المبدأ الكامن وراء الوصاية، اتفق بيت مع فوكس أن أمير ويلز هو الخيار الأنسب كوصي على العرش.
لم يقدّم أمير ويلز -رغم تعرضه للإساءة من جرأة بيت- دعمه الكامل لنهج فوكس. أعلن شقيق أمير ويلز، الأمير فريدريك، دوق يورك، أن جورج لن يحاول ممارسة أي سلطة دون الحصول على موافقة البرلمان أولًا. بعد تمرير القرارات الأولية، وضع بيت خطة رسمية للوصاية، واقترح أن تكون سلطات أمير ويلز محدودة للغاية. من بين أمور أخرى، لن يكون أمير ويلز قادرًا على بيع ممتلكات الملك أو منح لقب النبيل لأي شخص عدا طفل الملك. استنكر أمير ويلز مخطط بيت، وأعلن أنه «مشروع لإحداث الضعف والاضطراب وانعدام الأمن في كل فرع من فروع إدارة شؤون البلاد». اتفق الفصيلان على التسوية حرصًا على مصلحة الأمة.

## معرض صور

## روابط خارجية
- جورج الرابع ملك المملكة المتحدة على موقع الموسوعة البريطانية (الإنجليزية)
- جورج الرابع ملك المملكة المتحدة على موقع إن إن دي بي (الإنجليزية)